# Kvindehjemmet
Kvindehjemmet i København er Danmarks største kvindekrisecenter med plads til 36 kvinder med og uden børn. På Kvindehjemmet tilbydes der akut beskyttelse og støtte til kvinder og børn, som har været udsat for vold eller trusler om vold fra deres nærmeste i henhold til Servicelovens § 109. Kvindehjemmet er et privat selvejet kvindekrisecenter og modtager kvinder og børn fra hele landet.
Kvindehjemmet ligger på Jagtvej 153 B i en bygning opført under besættelsen 1943-45 i røde mursten efter tegning af Louis Hygom. Bygningen blev i 2006-08 gennemgribende ombygget af Wohlert Arkitekter.
En komité, der omfattede Vibeke Salicath, oprettede i 1902 Herberg for hjemløse Kvinder, der allerede i 1903 blev kendt som Kvindehjemmet i Læssøesgade 8A på Nørrebro. Kvindehjemmet fandtes på denne adresse indtil 1945. Oprettelsen af Kvindehjemmet var blandt andet begrundet i den øget indvandring til København, hvoriblandt der var flere kvinder, som kom i økonomiske eller sociale vanskeligheder. Samtidig var den gryende kvindesagsbevægelse begyndt at gøre sig gældende.
Arkitekten Louis Hygom kom ind i Kvindehjemmets bestyrelse i 1925 og han blev valgt ind i forretningsudvalget, som blev etableret i 1941 med det ene formål at få opført et nyt Kvindehjem på Jagtvej 153 B. Formanden for forretningsudvalget var socialdemokraten Mathilde Nielsen. Stadsarkitekten gav i 1942 sin tilladelse til byggeriet. Finansieringen af de beregnede omkostninger på 688.300 kr. kom i stand med lån i Bikuben på 321.300 kr. og et kreditforeningslån på 200.000 kr. Kvindehjemmets byggefond havde 21.000 kr., og ved salg af Læssøesgade, som gav 89.000 kr. og endelig et tilskud fra Socialministeriet på 57.000 kr. faldt den sidste finansiering på plads. Der kom ligeledes betragtelige midler fra de store fagforbund. Indkøb af inventar kom af midler fra lotterier og private donationer.
I1976 indgår Kvindehjemmet driftsoverenskomst med Københavns Kommune. I 2013 bliver Kvindehjemmet en privat selvejende institution.
I 2002 udgav Hans Reitzels Forlag jubilæumsbogen Midlertidigt ophold om Kvindehjemmets historie.